# CEERS2-588
CEERS2-588 è una galassia nana sferoidale scoperta nel 2015 dal gruppo di lavoro del progetto Cosmic Evolution Early Release Science (CEERS) con l'ausilio del telescopio spaziale Hubble. Si trova nella regione del cielo chiamata COSMOS, un campo ultra-profondo che è stato ampiamente studiato da vari telescopi.

## Morfologia
CEERS2-588 è una galassia nana sferoidale, con un diametro di soli 3000 anni luce, circa 100 volte inferiore alla nostra Via Lattea.
Nonostante le sue dimensioni ridotte, CEERS2-588 ospita un buco nero supermassiccio con una massa pari a 50 milioni di volte quella del nostro Sole. Il rapporto tra la massa del buco nero e la massa della galassia in CEERS2-588 è il più alto mai osservato.

## Osservazioni
Gli scienziati il 29 febbraio 2024 hanno proposto di osservare con il Telescopio spaziale James Webb nuovamente la galassia CEERS2-588, la più luminosa mai vista a un redshift superiore a 11. Lo faranno usando lo strumento MIRI MRS per cercare forti righe di emissione ottiche. Se le trovassero, potrebbero capire meglio la massa stellare, il tasso di formazione stellare, la metallicità, l'attività del nucleo galattico attivo (AGN) e la formazione a raffica di questa galassia.
Questo ci aiuterà a capire meglio le galassie primordiali. Se non trovassero le linee di emissione, invece, ci sarà da domandarsi come una galassia così luminosa nell'ultravioletto possa avere linee di emissione così deboli. Gli astronomi studieranno CEERS2-588 con lo strumento MIRI MRS e immagini F560W per capire meglio questa galassia.